# Vieux Carré français
Pour l’article homonyme, voir Vieux Carré (Williams).
Le Vieux Carré français (ou simplement Vieux Carré ou Quartier français ; en anglais, French Quarter) est un quartier de La Nouvelle-Orléans, en Louisiane. Il est le centre historique de la ville fondée en 1718 par Jean-Baptiste Le Moyne de Bienville.
Le quartier est intégralement classé National Historic Landmark. Son architecture coloniale préservée de la fin du XVIIIe siècle et ses monuments remarquables en font le premier centre touristique de la ville et un secteur résidentiel recherché.

## Géographie
Le quartier se situe sur les bords du Mississippi. Sa superficie est de 1,7 km2 (1,4 km2 pour la partie terrestre et 0,3 km2 pour la partie fluviale).
Ses limites se situent à l'intérieur des rues de Canal Street, Esplanade Avenue, North Rampart Street. Les quartiers voisins sont ceux du Faubourg Marigny (à l'est), Central Business District (sud), Iberville et Tremé, Fontainebleau et Storyville (ouest).

## Démographie
Selon le recensement de 2010, 3 813 personnes, 2 635 foyers et 549 familles résident dans le quartier.

## Histoire
Jean-Baptiste Le Moyne de Bienville charge l'ingénieur-architecte français Adrien de Pauger de dessiner les plans de la Nouvelle-Orléans, qui se limite alors à ce qui sera connu plus tard sous le nom de « Vieux Carré », avec ses rues à angle droit. C'est Adrien de Pauger qui nomme les rues dont les noms existent encore de nos jours : Royale, d'Iberville, de Chartres, Bourbon, d'Orléans, Saint-Louis, etc.
L'incendie du  21 mars 1788 détruit 856 des 1100 bâtiments de la ville, l'incendie du 8 décembre 1794 détruit 212 bâtiments supplémentaires. Les édifices d'origine de La Nouvelle-Orléans, de style colonial français, disparaissent ainsi dans leur quasi-intégralité. Ils sont remplacés par de nouvelles constructions de style colonial espagnol, alors en vogue dans une Nouvelle-Orléans devenue la capitale de la Louisiane espagnole.
Après la vente de la Louisiane aux États-Unis en 1803, de nouvelles populations anglo-saxonnes s'installent à La Nouvelle-Orléans. Elles préfèrent au Vieux carré français, occupé par la population créole francophone, les terrains libres en amont du Mississippi. Le point de rencontre des deux cultures se fait à hauteur de Canal Street. L'influence créole dans le Vieux carré reste extrêmement forte tout au long du XIXe siècle avec notamment des journaux francophones comme Le Moniteur de Louisiane ou l'Abeille de la Nouvelle Orléans. L'usage du français est ravivé par l’immigration très forte de réfugiés français de Saint-Domingue dans la ville, la venue des Cadiens, de Français mais aussi de Canadiens français. Le français est majoritairement employé jusqu'à la Guerre de Sécession qui marqua le déclin de la langue. Parlé dans deux des trois municipalités de la ville, le français y reste majoritairement parlé jusqu'au début du XXe siècle, mais l’enseignement en langue française est interdit en Louisiane en 1921.  
Le conflit épargne de la destruction le quartier et la ville, tombés dans les mains de l'Union sans combat.
À la fin du XIXe siècle, le quartier se paupérise. Il accueille des populations d'immigrés venus d'Europe, principalement d'Irlande et d'Italie. En 1905, les immigrants italiens et leurs descendants sont majoritaires dans le Vieux carré, représentant entre le quart et le tiers de la population, se mélangeant parfois aux créoles français toujours très influents au sein de la ville. Les immigrants irlandais et leurs descendants s'installent dans le secteur de l'Esplanade, surnommé « Irish Channel ».

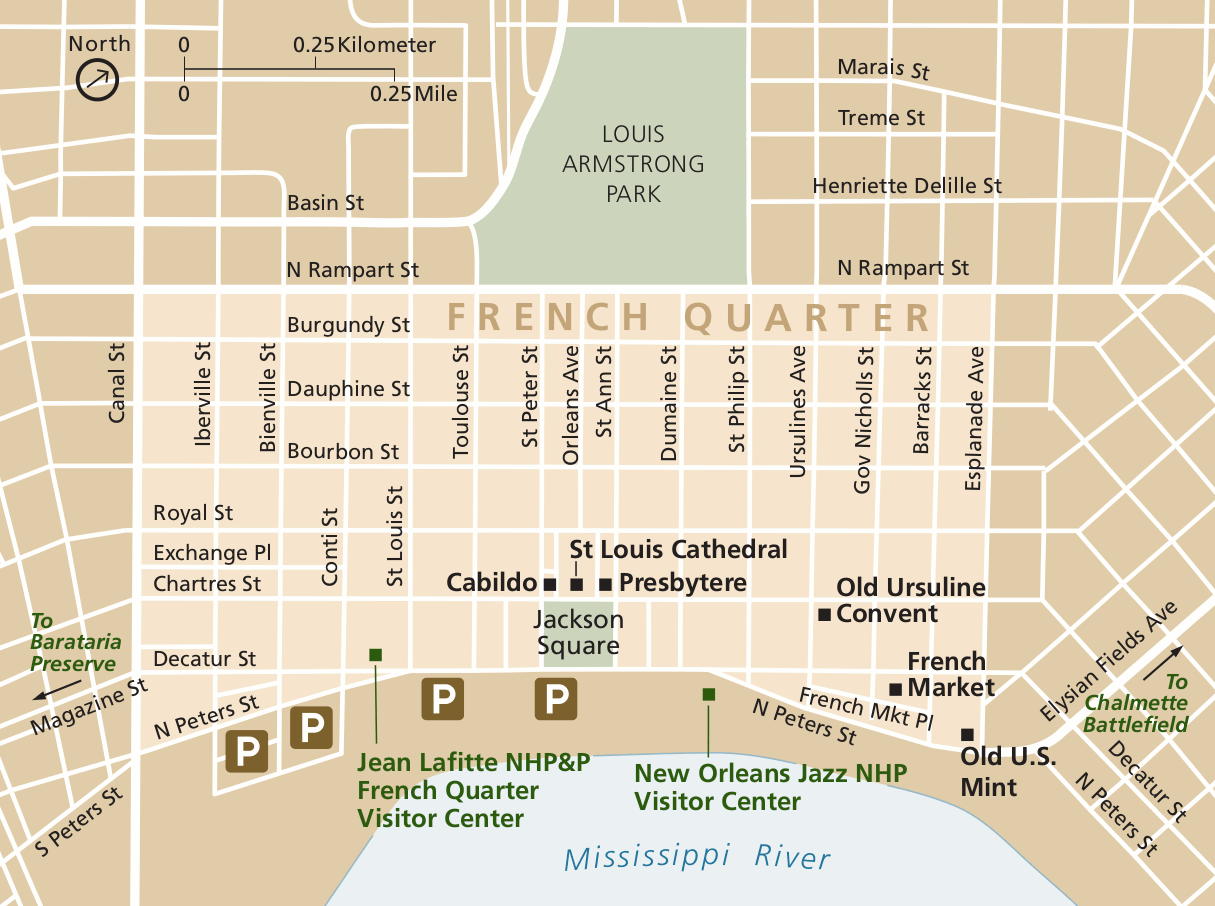
Plan du Vieux Carré

Avec la fermeture du quartier chaud de Storyville en 1917, une partie des activités liées à l'alcool, au jeu et à la prostitution se déplacent clandestinement dans le Vieux carré français. Pour les dernières familles créoles, c'en est trop, et elles quittent le quartier pour des banlieues plus calmes. Deux ans plus tard, l'Opéra français disparaît dans un incendie. Ces événements sont déclencheurs en partie du déclin de l'influence culturelle créole et de l'usage du français dans le Vieux carré, malgré un renouveau depuis les années 1960 avec notamment l'organisation du Codofil préservant les différents français employés en Louisiane : le créole français utilisé par les planteurs blancs, celui utilisé par les noirs venus d'Haiti après la révolution de Saint-Domingue, ainsi que le Cadien. 
Du début du XXe siècle aux années 1920, les loyers modérés et le cachet du quartier attirent des artistes au style de vie bohème. C'est sous leur impulsion que débutent les actions de préservation du patrimoine. La Commission du Vieux Carré (Vieux Carré Commission (VCC)) est créée en 1925. Dotée à l'origine d'une seule fonction consultative, son pouvoir se renforce en 1936 puis dans les années 1940 dans un objectif de conservation du patrimoine du quartier. Les démarches aboutissent au classement du Vieux carré français en tant que National Historic Landmark le 21 décembre 1965. Il vit de nos jours essentiellement du tourisme.
En 2005, la Louisiane est frappée par l'ouragan Katrina. Le Vieux carré français, quartier d'origine de la ville construit à 1,5 m au-dessus du niveau de la mer, en dehors des zones inondables, est peu concerné par les dégâts et le patrimoine reste intact. Les inondations touchent essentiellement les quartiers construits plus tardivement en contrebas, submergés quand les levées ont cédé sous l'effet des intempéries.

## Patrimoine
- Jackson Square (anciennement la Place d'Armes), conçue originellement par l'architecte et paysagiste Louis H. Pilié. Les esclaves fugitifs et les criminels y étaient pendus publiquement
- la cathédrale Saint-Louis de La Nouvelle-Orléans, fondée en 1718 en même temps que la ville, elle est la plus ancienne cathédrale toujours en activité des États-Unis
- la rue Bourbon, nommée ainsi en l'honneur de la Maison capétienne de Bourbon, bordée de nombreuses maisons typiques au style souvent français avec des toitures en pentes couvertes de tuiles. On y trouve la maison du pirate Jean Lafitte, construite par Jean-Louis Dolliole
- Royal Street, autre rue notable du Vieux carré
- Preservation Hall, salle de concert de jazz
- la maison Napoléon, classée en 1970
- la monnaie de La Nouvelle-Orléans, battant monnaie de 1838 à 1861 et de 1879 à 1909
- le couvent des Ursulines
- le marché français préserve l'héritage et conserve la mémoire des échanges commerciaux entre les premiers colons français et les Amérindiens
- Antoine's, restaurant créole fondé en 1840 et le Café du Monde, ouvert en 1862
- la maison de Delphine Lalaurie

### Musées
- Musée du vaudou

## Galerie

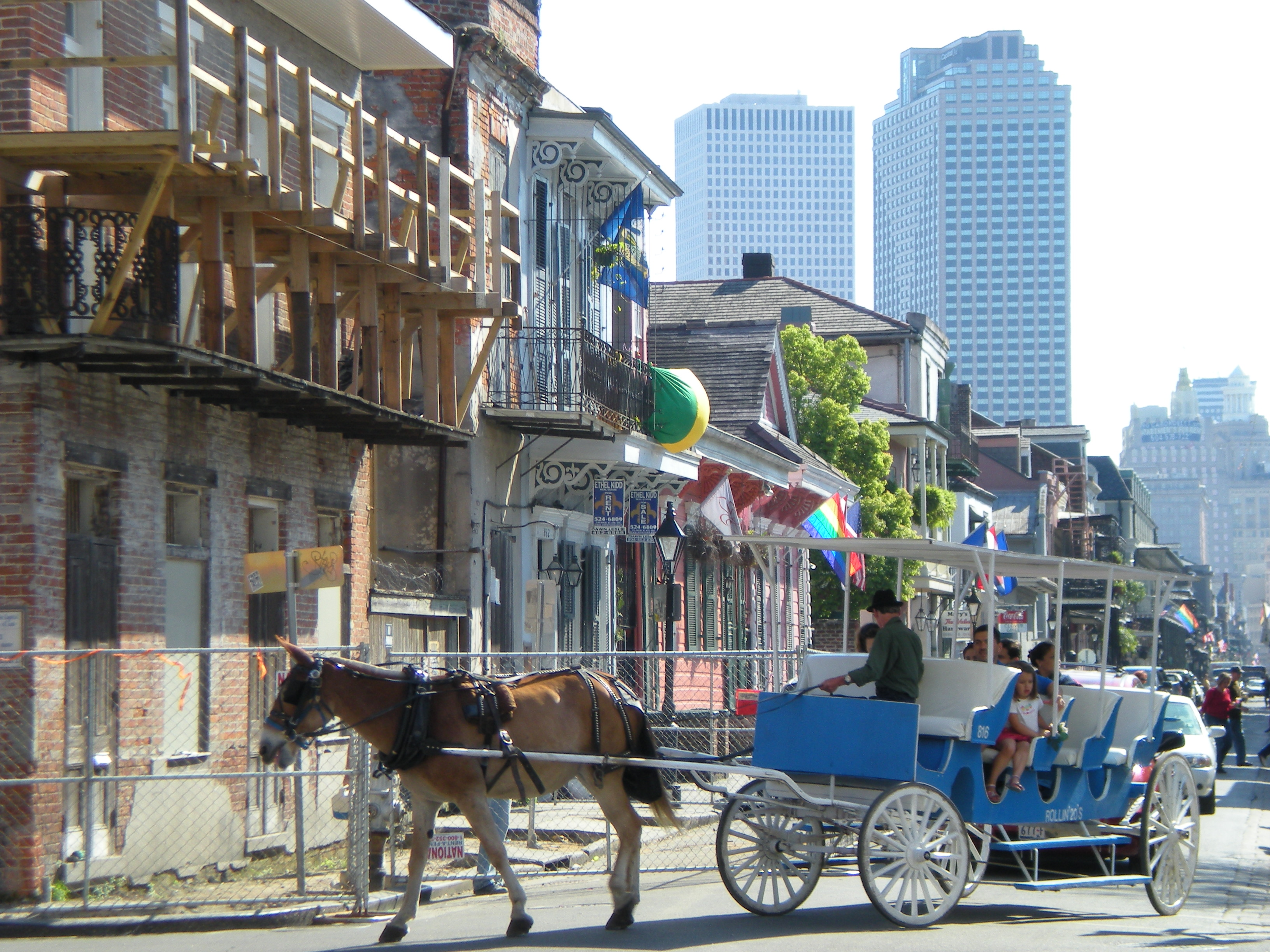
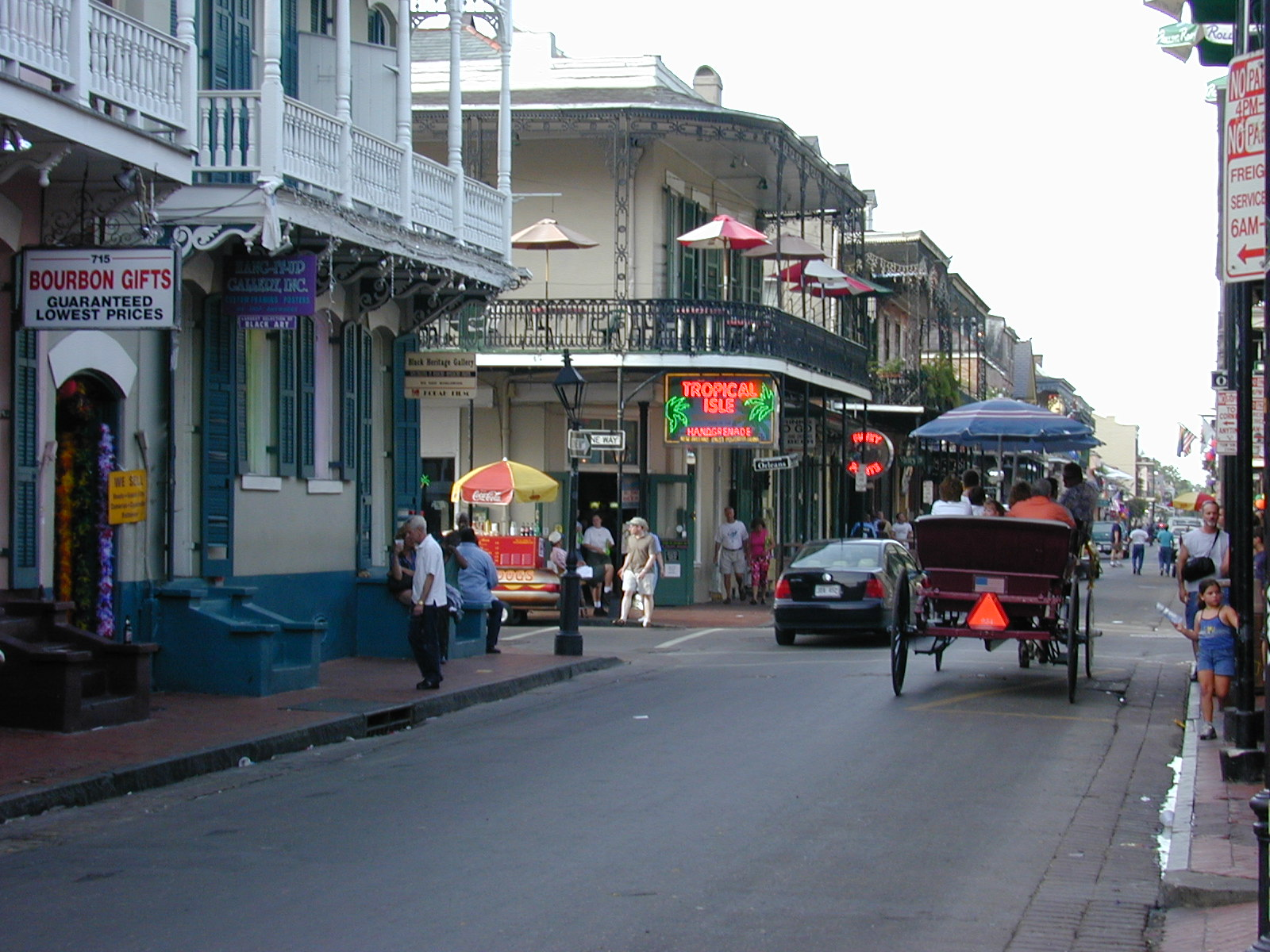
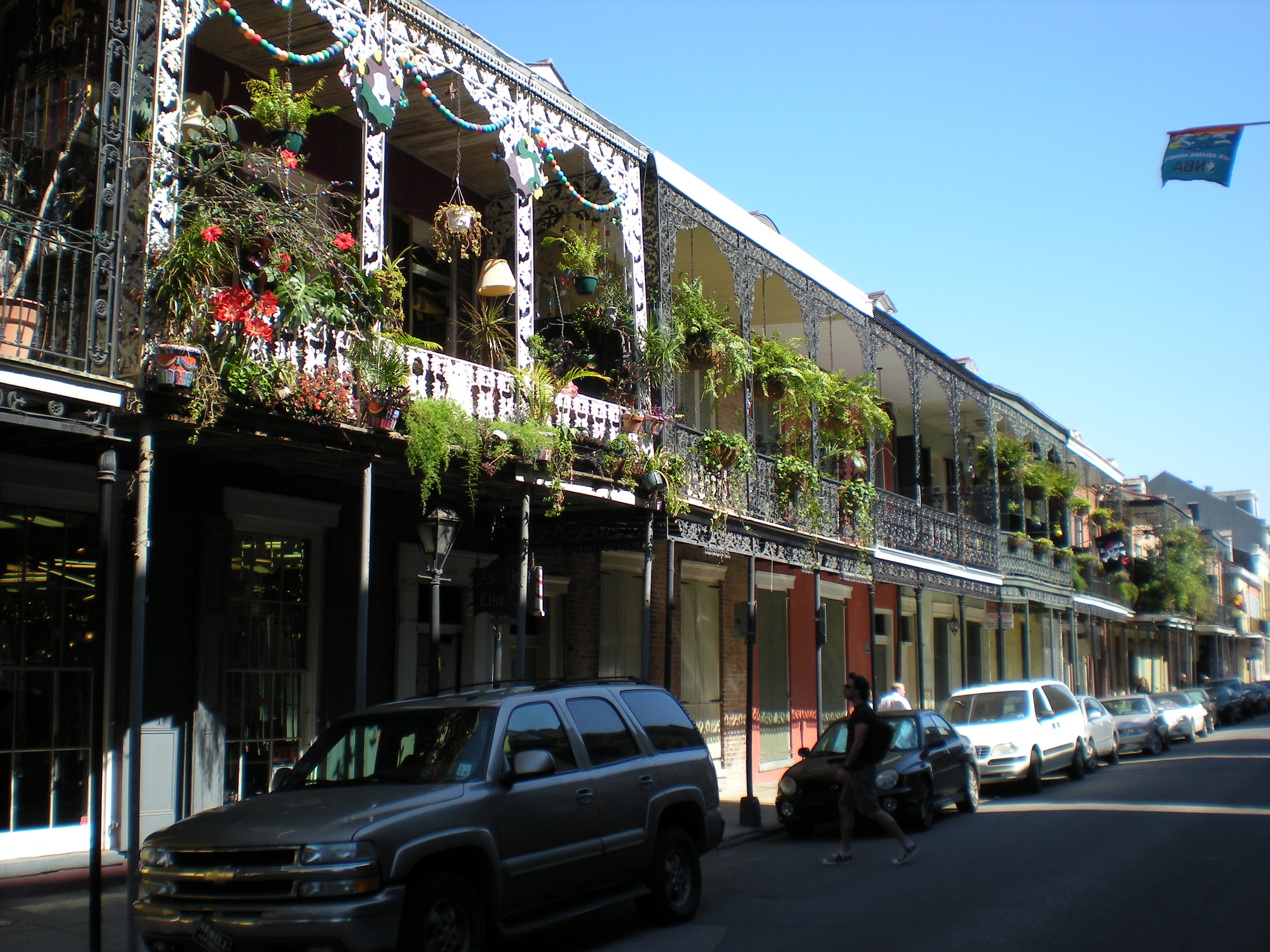
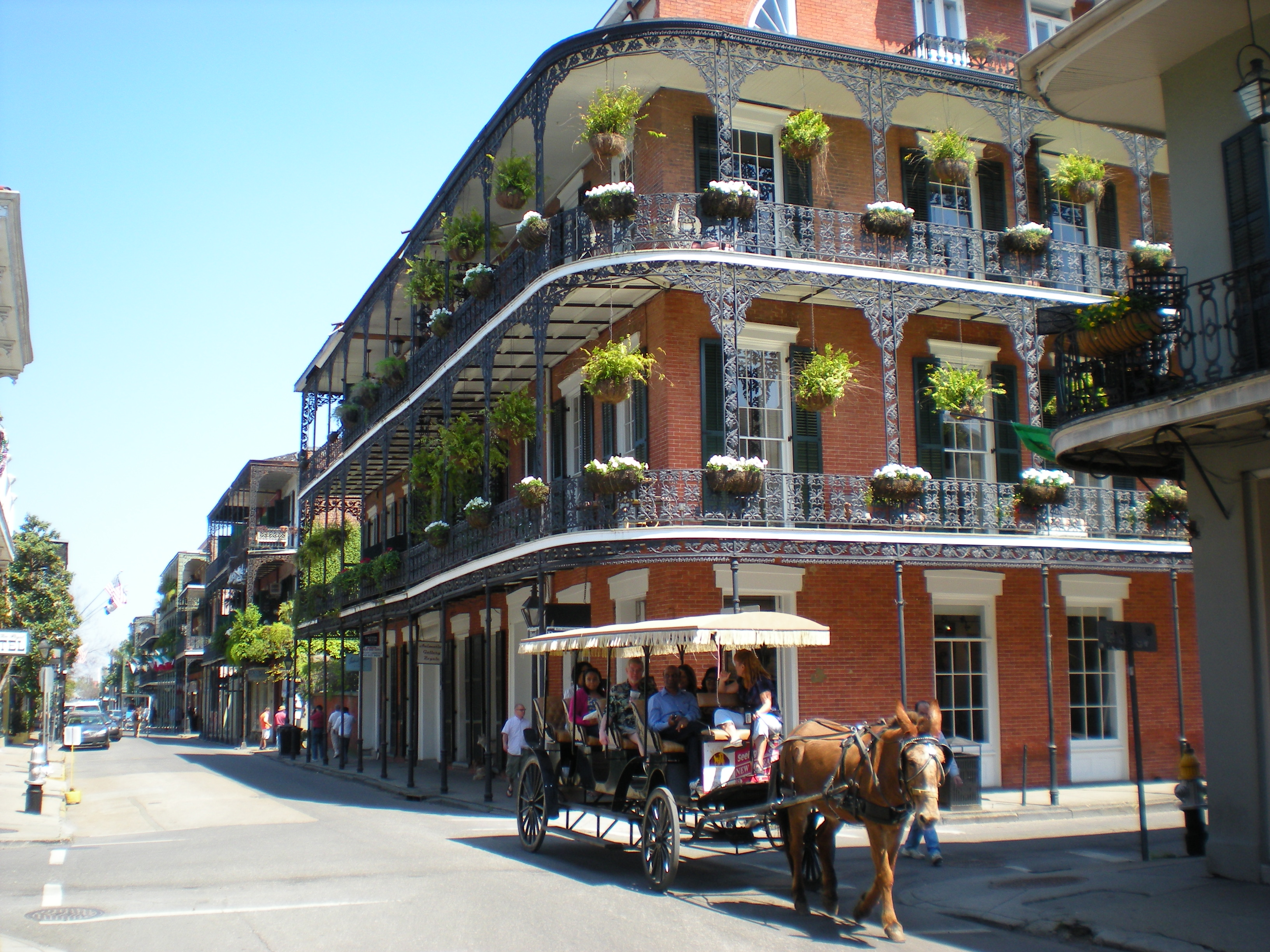
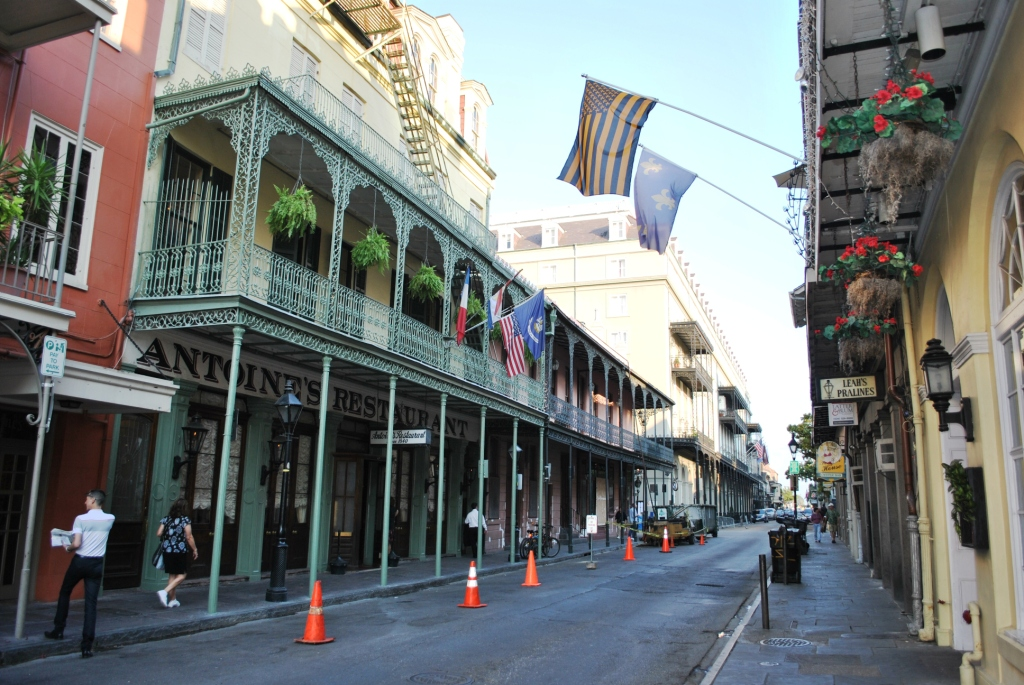
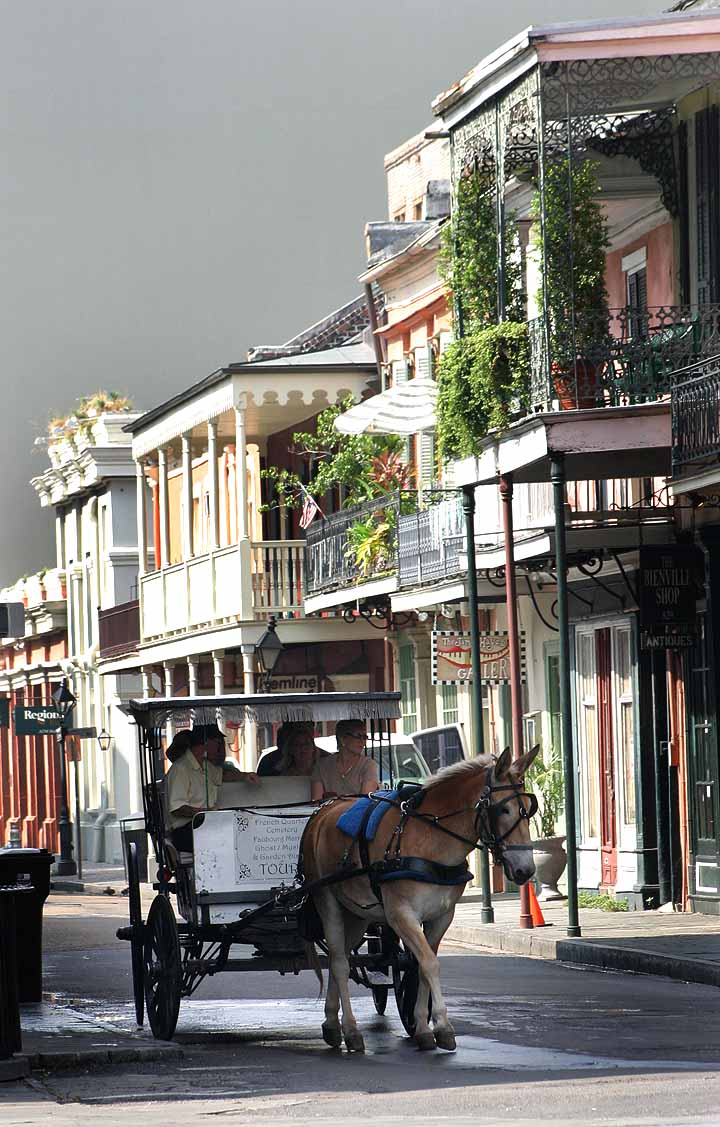
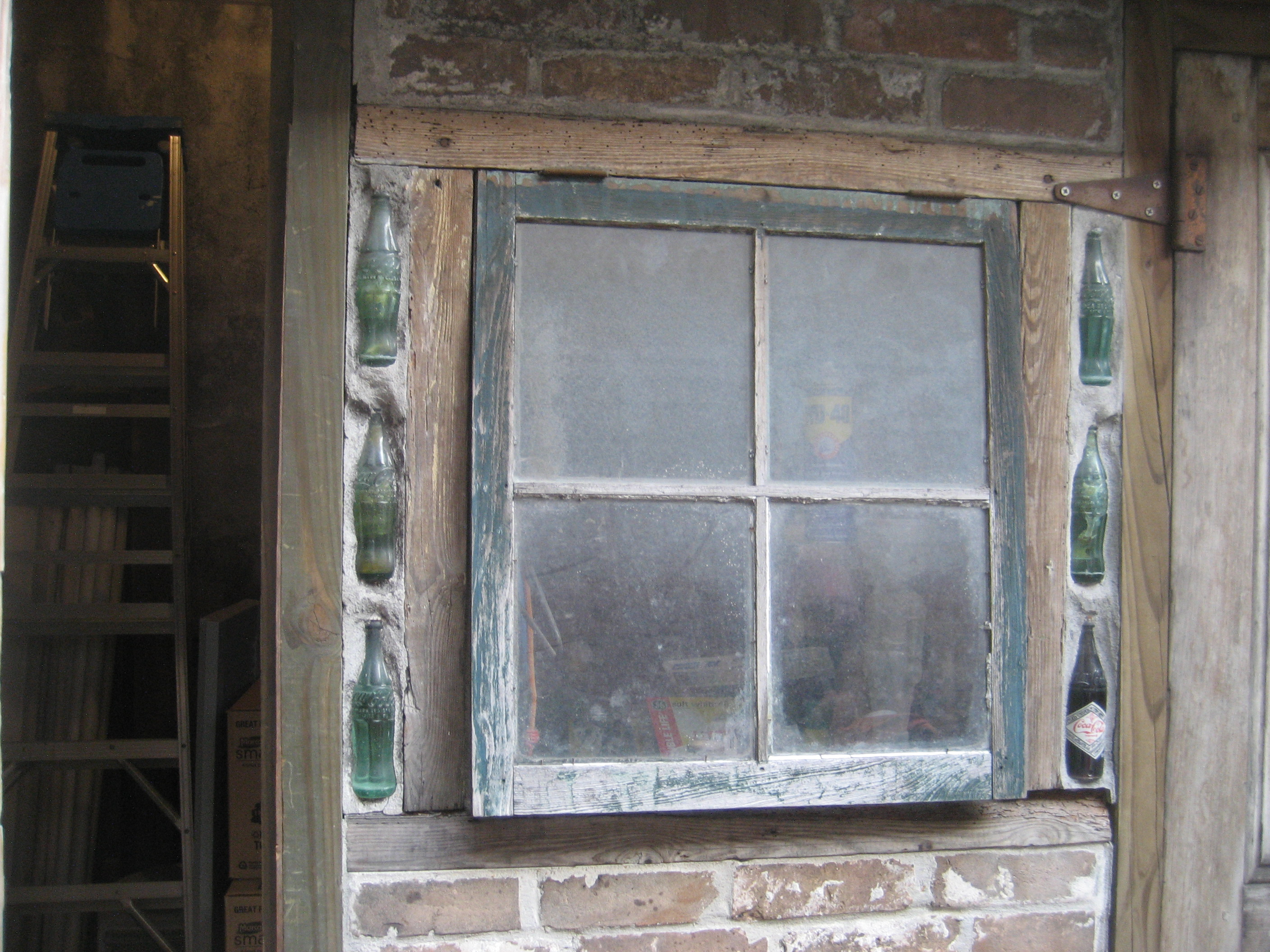
Fenêtre de Preservation Hall